# 格林鎮區 (內布拉斯加州桑德斯縣)
格林鎮區（英語：Green Township）是位於美國內布拉斯加州桑德斯縣的一個行政鎮區。

## 地方資料
格林鎮區的面積為81.08平方千米，皆為陸地。根據2020年美國人口普查的數據，當地共有人口258人，而人口密度為每平方千米3.18人。